# 베일리 카길
베일리 제임스 카길 (Baily James Cargill, 1995년 7월 5일 ~ )는 잉글랜드의 축구 선수으로, 현재 포리스트 그린 로버스 FC의 선수이며, 포지션은 수비수이다. AFC 본머스에서 칼럼 윌슨, 라이언 프레이저과 더불어 발굴해낸 최고의 유스 자원이 될것으로 평가 받았다.

## 경력
2003년 지금 현재의 잉글랜드 프리미어리그의 레스터 시티의 유소년 팀에 입단하였다. 그후 3년 뒤인 2006년 영국내에서도 최고의 유스 시스템을 갖추기로 소문이 자자한 사우샘프턴으로 이적하였다. 그곳의 좋은 유스 시설의 영향으로 좋은 센터백자원이 되는 기초를 닦았다. 그후 2008년 현재 그의 지금의 소속팀인 본머스과의 유소년 계약을 맺었다. 그후 성인계약을 바로 맺었으나 12-13 시즌은 AFC 토턴, 2013-2014,에는 웰링 유나이티드 FC에서 토키 유나이티드 FC로 재임대 되는 어처구니 없는일까지 있었다. 주로 하부리그에서 임대경험을 쌓다가 14-15시즌이 시작되기 직전에 드디어 자신의 소속팀인 본머스의 라인업에 들게 되었다. 하지만 리그에서의 출전시간은 없고 주로 컵대회에서 경기를 나왔는데 리버풀 FC와 같은 강팀과의 컵대회에서 경기에 나오는것을 보면 그만큼 본머스가 카길에 대한 기대가 크다는 것을 알수가 있다.